# Cadel Evans Great Ocean Road Race Women 2018
La 4e édition de la Cadel Evans Great Ocean Road Race a eu lieu le 27 janvier 2018. Elle fait partie du calendrier UCI en catégorie 1.1. La course est remportée par l'Australienne Chloe Hosking.

## Récit de course
La météo est ensoleillée pour la course. Lisa Morzenti attaque en tout début de course. Des chutes se produisent également et Roxane Knetemann est transportée à l'hôpital par ambulance. Georgia Whitehouse accélère à son tour et revient sur l'Italienne. Leur avance croit à trois minutes trente, mais la formation Mitchelton-Scott roule ensuite en tête du peloton et revient sur les deux fuyardes à trente kilomètres du but. La côte de la Challambra Crescent est placée à neuf kilomètres de l'arrivée. Sur ses pentes, Annemiek van Vleuten, Katrin Garfoot, Sabrina Stultiens et Alison Jackson attaquent. La collaboration est mauvaise, Annemiek van Vleuten ne voulant pas emmener Katrin Garfoot au sprint. À six kilomètres du but, Sabrina Stultiens part seule. La poursuite s'organise derrière et elle est reprise dans les rues de Geelong. Une chute advient ensuite ans le peloton. Au sprint, Chloe Hosking devance la sprinteuse de la Mitchelton-Scott Gracie Elvin et Giorgia Bronzini,.

## Classements

### Classement final
| \| Classement général \| Classement général \| Classement général \| Classement général \| Classement général \| \| Coureuse \| Coureuse \| Pays \| Équipe \| Temps \| \| ------------------ \| ------------------- \| ------------------ \| -------------------------- \| ------------------ \| \| 1re \| Chloe Hosking \| Australie \| Alé Cipollini \| 3 h 15 min 54 s \| \| 2e \| Gracie Elvin \| Australie \| Mitchelton-Scott \| + 0 s \| \| 3e \| Giorgia Bronzini \| Italie \| Cylance \| + 0 s \| \| 4e \| Audrey Cordon-Ragot \| France \| Wiggle High5 \| + 0 s \| \| 5e \| Katarzyna Pawłowska \| Pologne \| Virtu Cycling Women \| + 0 s \| \| 6e \| Lauren Kitchen \| Australie \| Australie \| + 0 s \| \| 7e \| Sharlotte Lucas \| Nouvelle-Zélande \| \| + 0 s \| \| 8e \| Kate McIlroy \| Nouvelle-Zélande \| Specialized women's racing \| + 0 s \| \| 9e \| Amy Cure \| Australie \| Wiggle High5 \| + 0 s \| \| 10e \| Anouska Koster \| Pays-Bas \| WaowDeals \| + 0 s \| |                     |                  |                            |                 |
| |                     |                  |                            |                 |
| Source : ProCyclingStats |                     |                  |                            |                 |
| Classement général |                     |                  |                            |                 |
| Coureuse | Coureuse            | Pays             | Équipe                     | Temps           |
| 1re | Chloe Hosking       | Australie        | Alé Cipollini              | 3 h 15 min 54 s |
| 2e | Gracie Elvin        | Australie        | Mitchelton-Scott           | + 0 s           |
| 3e | Giorgia Bronzini    | Italie           | Cylance                    | + 0 s           |
| 4e | Audrey Cordon-Ragot | France           | Wiggle High5               | + 0 s           |
| 5e | Katarzyna Pawłowska | Pologne          | Virtu Cycling Women        | + 0 s           |
| 6e | Lauren Kitchen      | Australie        | Australie                  | + 0 s           |
| 7e | Sharlotte Lucas     | Nouvelle-Zélande |                            | + 0 s           |
| 8e | Kate McIlroy        | Nouvelle-Zélande | Specialized women's racing | + 0 s           |
| 9e | Amy Cure            | Australie        | Wiggle High5               | + 0 s           |
| 10e | Anouska Koster      | Pays-Bas         | WaowDeals                  | + 0 s           |

### Barème des points UCI
| Position           | 1er | 2e | 3e | 4e | 5e | 6e | 7e | 8e | 9e | 10e | 11e | 12e | 13e à 15e | 16e à 25e |
| Classement général | 125 | 85 | 70 | 60 | 50 | 40 | 35 | 30 | 25 | 20  | 15  | 10  | 5         | 3         |